# Scaun (unitate teritorial-administrativă)
Scaunul (în latină sedes, în maghiară szék, în germană Stuhl) era o unitate administrativ-teritorială specifică epocii medievale a Regatului Ungariei. Scaunele erau regiuni autonome în cadrul regatului, adică erau independente de sistemul feudal al comitatelor. Autonomia scaunelor era acordată în schimbul serviciilor militare pe care acestea le aduceau regatului ungar.
Lista scaunelor secuiești:
- Aranyosszék
- Marosszék
- Udvarhelyszék
- Csíkszék
- Gyergyószék
- Bardoc-Miklósvárszék
- Sepsiszék
- Orbaiszék
- Kézdiszék

Scaunele erau formate de către:
- Secui
- Sași
- Cumani (Kunság, Cumania mare și Cumania mică)
- Iasi
- Scaunul celor zece lăncieri